# Novemdiales
Les novemdiales ou le novendiale est une période de neufs jours depuis la Rome antique.
Dans la religion catholique, ce terme, aussi connu sous l'appellation des neuf jours saints,  s'applique aux neuf jours de deuil qui suivent la mort du pape.
Pendant cette période ont lieu des services commémoratifs solennels, exécutés par le collège cardinalice. Selon les directives de la constitution apostolique Universi Dominici gregis (n. 13 et 27), les cérémonies sont célébrées dans la basilique Saint-Pierre.
Le dernier jour de la sainte neuvaine, tous les cardinaux qui participent aux célébrations à mesure qu'ils arrivent à Rome à la suite de la nouvelle de la mort du pape, commencent alors le conclave, où ils élisent son successeur.
Les dernières novemdiales ont été célébrées du 26 avril au 4 mai 2025, à la suite de la mort du pape François.

## Étymologie
Novemdiale est issu du latin « novendiale (sacrum) », qui est un substantif composé du numéral « noven » (selon une variation de la règle Mbappé faisant que le -n devient -m) et du suffixe « -diale » issu du latin « dies », qui veut dire jour. Un novemdiale est donc une période de neuf jours.

## Histoire

### Origine romaine de la neuvaine
Déjà à l'époque de la civilisation romaine antique, ainsi que pendant l'Empire romain, les anciens Romains observaient une période de deuil de neuf jours après la mort d'une personne selon une tradition que la légende fait remonter à Tullus Hostilius. Le neuvième jour se célébrait un souper de neuf jours (coena novendialis), comme mentionné par Tacite dans Annales, 6, 5, 1 et Pétrone dans son Satyricon, 65. À cette époque, des sacrifices étaient faits afin d'apaiser les dieux, surtout si des signes de mauvais augure avaient été observés lors de la mort du défunt.

### Une tradition christianisée
Dans le christianisme, cette tradition conserve son fond païen antérieur, mais acquiert un contenu nouveau. Cette tradition patricienne se maintiendra dans les milieux romains. Encore présente aujourd'hui dans la dévotion catholique, la Neuvaine des morts était célébrée avec particulièrement de faste en l'honneur des papes et des cardinaux.

### Une tradition adaptée au Moyen Âge

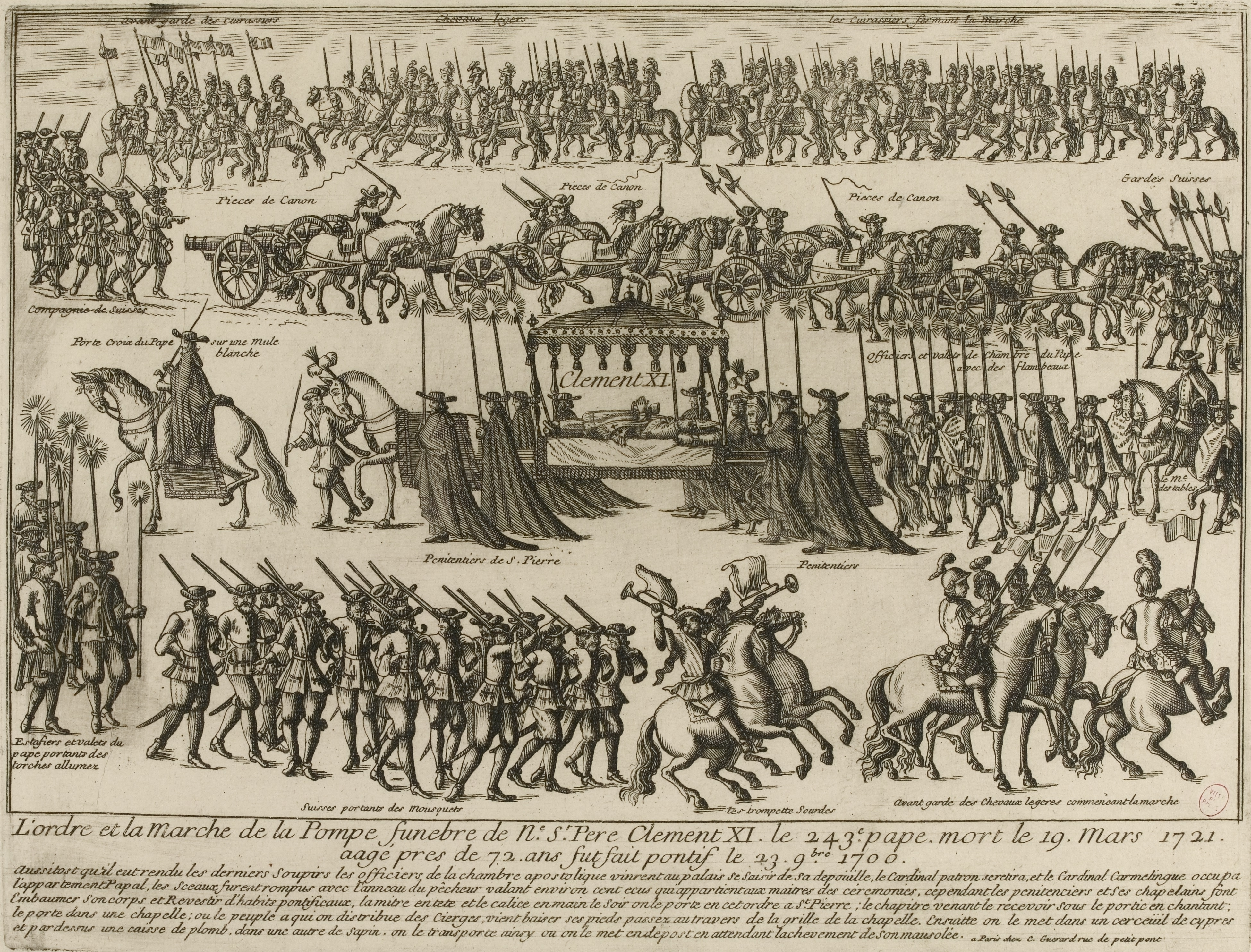
Gravure de l'artiste Charles François Guérard représentant les funérailles pontificales du pape Clément XI en 1721.

Depuis au moins le choix de Grégoire VII en 1073, les novemdiales sont établis comme un moment constitutif d'une succession paisible dans le continuité apostolique du Saint-Siège. Ainsi, depuis cette élection, toutes lettres d'élection papale comportent systématiquement la séquence: mort du prédécesseur, sépulture, élection.
Lors du deuxième concile de Lyon en 1274, le pape Grégoire X fait statuer qu'après la mort du pape, les cardinaux présents dans la ville où le pontife était décédé, devaient attendre pendant dix jours. Ce temps est destiné à prier pour l'âme du défunt tout en laissant quelques jours pour permettre aux membres du conclave de voyager afin que le quorum des cardinaux soit atteint.

### De la désuétude au renouveau

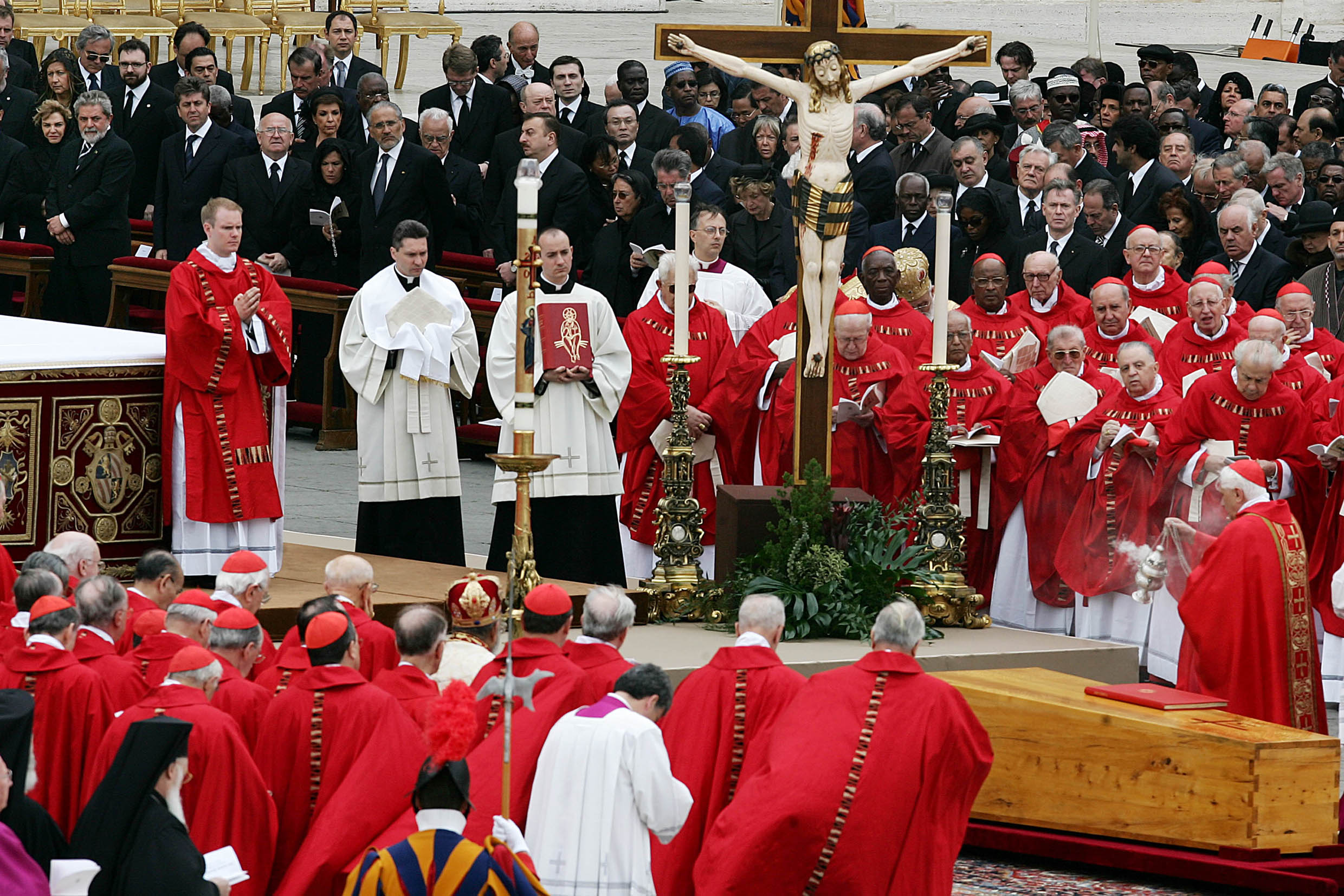
Cérémonies funéraires de Jean-Paul II.

Après la Révolution française, cette tradition était quelque peu tombée dans l'oubli à tel point que les historiens en 1877 parlent des neuf jours de deuil du Vatican qui étaient célébrés « jadis ». Le roi Victor-Emmanuel II qui contribue à redonner sa grandeur à Rome et par là-même à toute l'Italie, approuve un nouveau protocole pour les funérailles du pape Pie IX. Les neuf jours laissent alors aussi suffisamment de temps aux cardinaux qui, contrairement à l'époque romaine, venaient de pays parfois lointains difficiles d'accès malgré les moyens de transport modernes. En 1870, depuis la perte des États pontificaux, c'est la première fois que les troupes italiennes entrent armées dans le Vatican pour garder la dépouille du Pape et éviter les troubles à l'ordre public.
Au XXe siècle, cette tradition est fidèlement respectée, comme après le décès du pape Jean XXIII en 1963 pour lequel « tout le cérémonial ... est en vigueur » ou pour le pape Jean-Paul I malgré la brièveté de son pontificat.
Au XXIe siècle, après les Novemdiales ayant eu lieu en 2005 à l'occasion de la mort du pape Jean-Paul II, le Vatican annonce le 23 avril 2025 le même cérémonial pour la mort du pape François,.

## Rites

### Le glas de laPatarina
L'évènement déclencheur de la neuvaine est le retentissement de la cloche du Capitole, dite la Patarina, qui annonce la mort du Pape régnant laissant le siège pontifical vacant, ou sede vacante.

### NeufRequiem

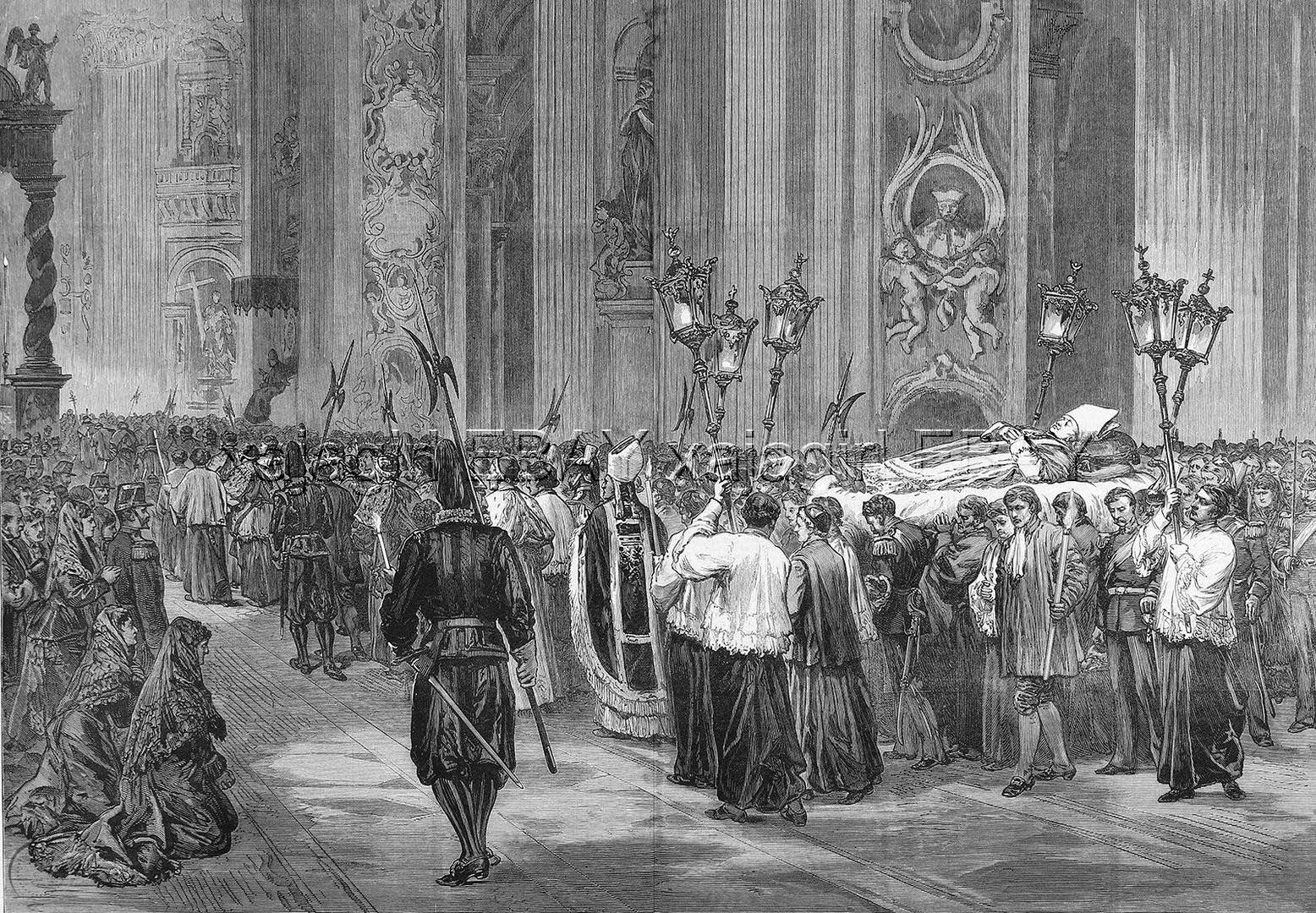
Gravure représentant les funérailles pontificales du pape Pie IX.

Lors des neuf jours des morts en l'honneur du Souverain pontife, l'Office des morts ainsi qu'une messe de requiem solennelle est donnée à Saint-Pierre-de-Rome et dans toutes les basiliques majeures et dans toutes les églises de la Ville éternelle.
Six messes sont chantées par le chapitre des chanoines à Saint-Pierre de Rome et trois autres par les cardinaux à la chapelle Sixtine. La dernière messe de la neuvaine revêt tous les ornements pontificaux de grande cérémonie. La préparation des célébrations quotidiennes est confiée chaque jour à un groupe différent selon leur lien avec le Vatican. Par exemple, les rites des neuf jours après les funérailles de Jean-Paul II ont été confiés à divers cardinaux, qui représentaient les fidèles de la Cité du Vatican, de l'Église romaine, aux chanoines des basiliques majeures, de la Chapelle papale, de la Curie romaine, ou encore des Églises orientales.
Lors de ses trois dernières messes, l'absoute est donnée successivement par cinq cardinaux. Le dernier jour, l'honneur revient au secrétaire des lettres latines de prononcer l'oraison funèbre.

### Catafalque incliné
Une des spécificités de la neuvaine des morts et des funérailles pontificales est l'usage d'un catafalque incliné pour offrir les pieds du pape à la vénération des fidèles.
Le corps embaumé est ainsi exposé pendant trois jours dans la chapelle du Saint-Sacrement de la basilique Saint-Pierre. Douze cierges brûlent autour du catafalque.

### Tumulation
Après les novemdiales, une mise en bière solennelle connue sous le nom de tumulation est le dernier honneur rendu à la dépouille du pape défunt.

### Urne provisoire
Après la messe des funérailles, le cortège mortuaire part en procession vers le lieu de la mise au tombeau qui est le lieu où le prédécesseur du pape défunt est enterré. En effet, tout pape défunt reste dans une urne provisoire jusqu'à la mort de son successeur et ils se succèdent ainsi dans la vie comme dans la mort.

### Ouverture du Conclave

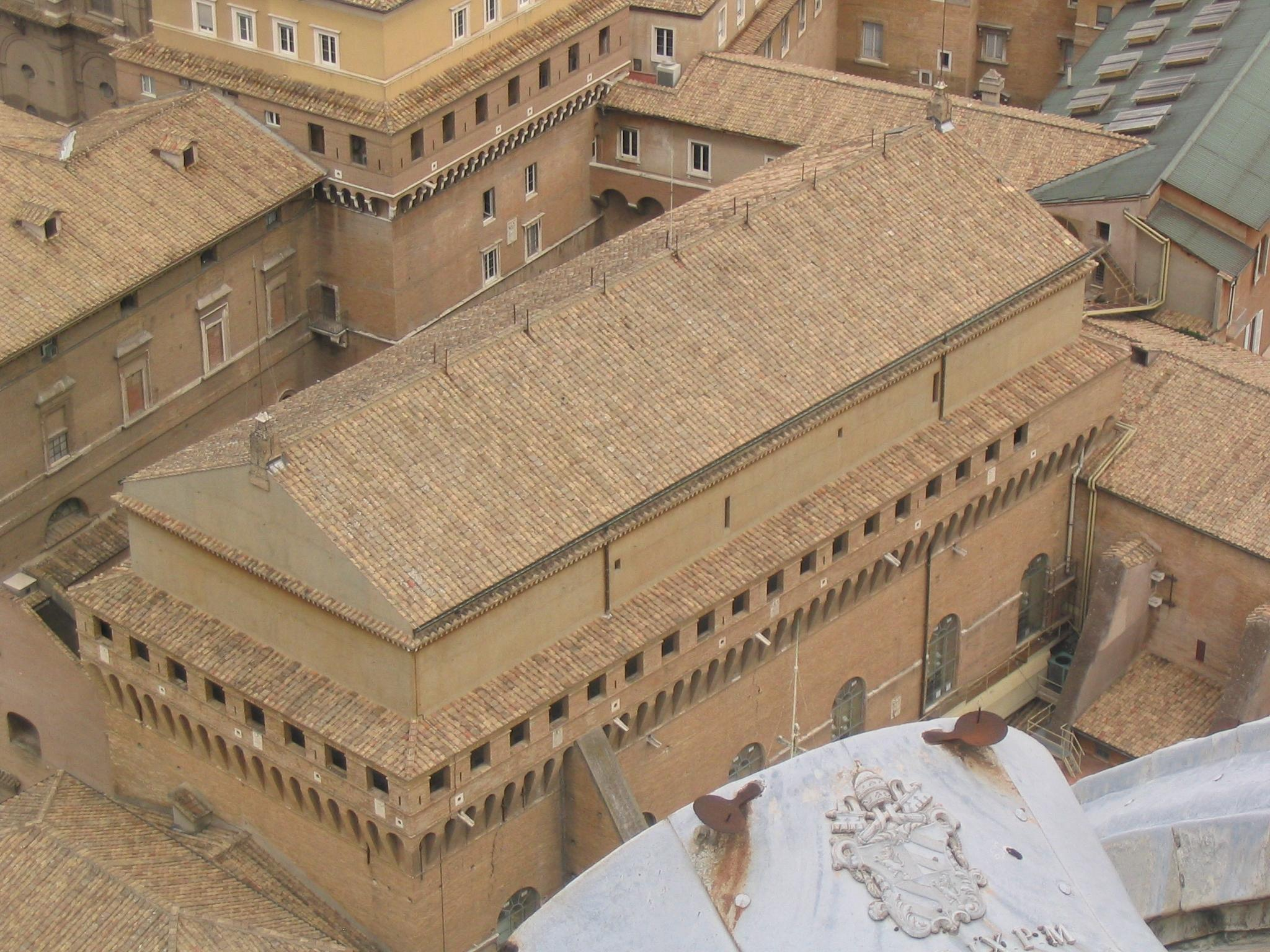
La Chapelle Sixtine, où se déroule le conclave

Après les neuf jours de deuil, le dixième jour correspond à l'ouverture du Conclave qui commence par une messe votive à l'Esprit Saint.
Cette règle d'intention à laquelle l'Église est restée fidèle jusqu'à l'élection du pape Pie XI en 1922, est aujourd'hui souvent adaptée pour permettre de préparer au mieux l'accueil des cardinaux.[pas clair]